# Sihltalbahn
La Sihltalbahn, in italiano ferrovia della valle della Sihl, è una linea ferroviaria a scartamento normale che collega la stazione centrale di Zurigo con quella di Sihlbrugg; fino al 31 dicembre 1972 è stata esercita dalla Compagnia omonima. Dal 1º gennaio 1973 è esercita dalla Compagnia Sihltal-Zürich-Uetliberg.

## Storia
Il 3 agosto 1892, la Compagnia della ferrovia della valle della Sihl (Sihltalbahn, SiTB) avviò l'esercizio di una linea fra le stazioni di Zurigo Giesshübel e Sihlwald. In precedenza era stata inaugurata, il 12 maggio 1875, la ferrovia da Zurigo Selnau a Uetliberg (gestita dalla Uetlibergbahn, UeB), dalla quale la SiTB, a Zurigo Giesshübel, si diramava. La stazione di Zurigo Giesshübel era collegata al resto della rete svizzera a scartamento normale da un binario di raccordo con la stazione di Zurigo Wiedikon in servizio dal 1º dicembre 1892. Il 1º giugno 1897 venne aperta all'esercizio la prosecuzione della ferrovia oltre Sihlwald la quale, presso la stazione di Sihlbrugg, andava ad innestarsi nella ferrovia Thalwil-Zugo della Ferrovia del Nord-Est (Schweizerische Nordostbahn, NOB).

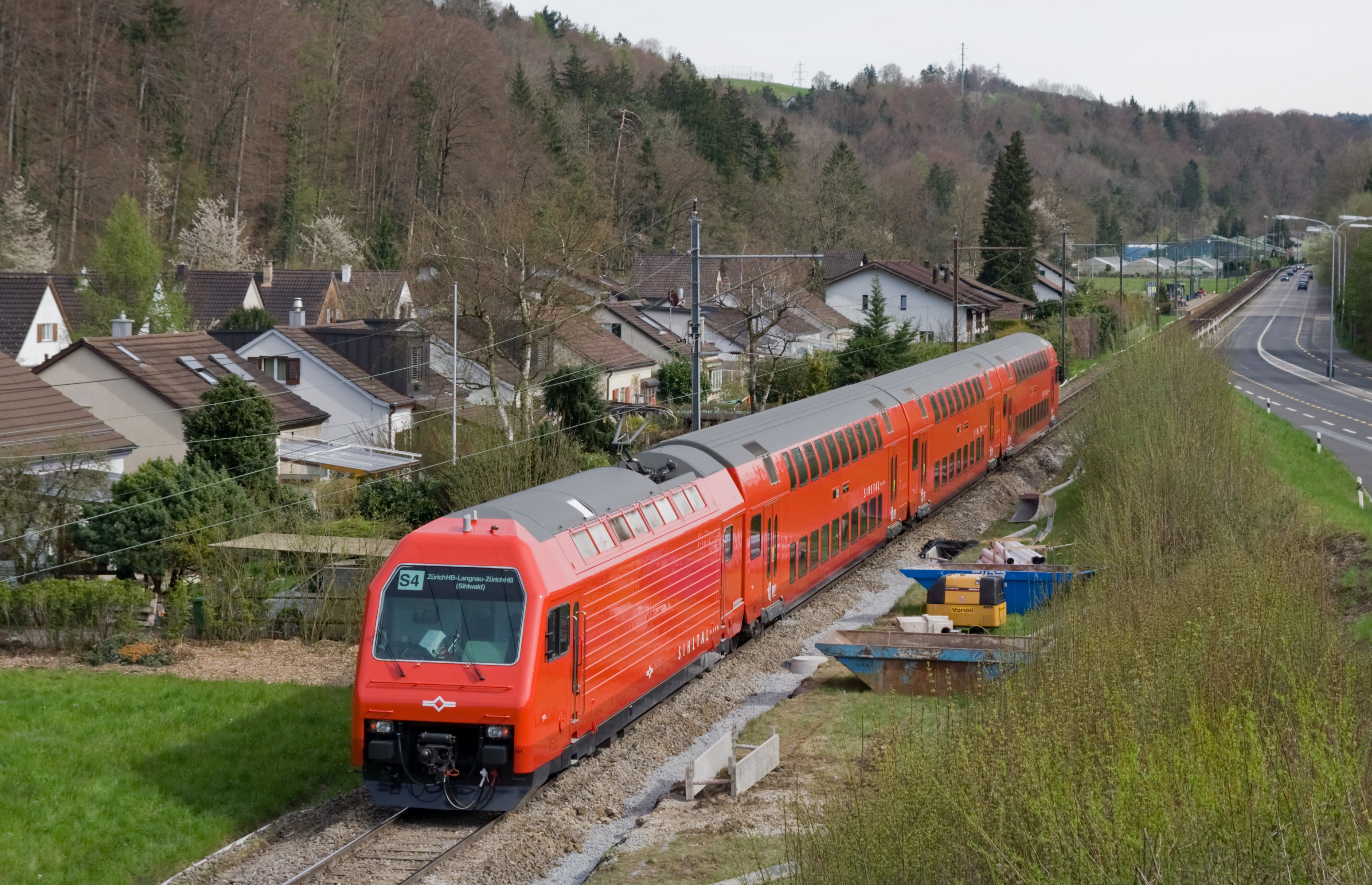
Re 456 in spinta a un treno in arrivo alla fermata di Wildpark-Höfli (comune di Langnau am Albis)

All'inizio degli anni venti si decise l'elettrificazione della ferrovia; visti, da una parte, il collegamento della ferrovia con quella che era diventata la rete delle Ferrovie federali svizzere (FFS) e, d'altra parte, la presenza di una sottostazione elettrica a Sihlbrugg (la quale avrebbe potuto fornire la corrente di trazione a condizioni vantaggiose), la SiTB propese per l'adozione della corrente alternata monofase a 15 kV, 16⅔ Hz utilizzata dalle FFS. L'elettrificazione tra Zurigo Selnau e Sihlbrugg veniva quindi attivata a decorrere dal 3 giugno 1924. Per la ferrovia dell'Uetliberg (il 28 febbraio 1922 alla UeB era subentrata la Società ferroviaria Zurigo-Uetliberg (Bahngesellschaft Zürich-Uetliberg, BZUe)), invece, si scelse di adottare la corrente continua a 1200 V; tale scelta era dovuta al fatto che, allora, si prospettava la conversione della linea allo scartamento metrico, in modo tale da consentire il prolungamento delle corse sulla rete tranviaria cittadina (la quale era elettrificata a 600 V c.c.). Per poter continuare a condividere con la SiTB gli 1,35 km di linea ferroviaria tra Zurigo Giesshübel e Zurigo Selnau si decise, scartata per motivi organizzativi l'adozione di una linea di contatto commutabile, di adottare per la SiTB una variazione di ±200 mm rispetto all'asse del binario (compatibile con i mezzi delle FFS) mentre per la BZUe si adottò una linea di contatto posta a 1300 mm dall'asse del binario.
A partire dal 1932 la SiTB venne riunita in una comunità amministrativa e d'esercizio con la BZUe. In seguito SiTB e BZUe procedettero ad una fusione, andando a costituire, con effetto 1 gennaio 1973, la Compagnia Sihltal-Zurigo-Uetliberg (Sihltal-Zürich-Uetliberg, SZU). Frattanto, nel 1954 la SITB aveva inoltre assunto l'amministrazione della funivia Adliswil-Felsenegg (Luftseilbahn Adliswil-Felsenegg, LAF).
Il 27 febbraio 1983 i cittadini del Canton Zurigo si pronunciavano, con il 67,5% di sì, per il prolungamento delle due ferrovie, della valle della Sihl e dell'Uetliberg, dalla relativamente periferica stazione di Zurigo Selnau alla stazione centrale di Zurigo (in votazioni separate l'opera raccolse anche il consenso dei comuni chiamati a contribuire finanziariamente). Il prolungamento, che ha comportato anche l'interramento della stazione di Zurigo Selnau, venne inaugurato il 5 maggio 1990.
Il 9 dicembre 2006 venne abolito il servizio viaggiatori sulla tratta Sihlwald-Sihlbrugg.

## Servizio
|  |  | Unknown route-map component "tCONTg" |

| Unknown route-map component "tvCONTg" |  | Unknown route-map component "tSHI1r" |  |  |

| Unknown route-map component "tvSBHF-L" | Unknown route-map component "KBHFa-M" | Unknown route-map component "tvSBHF-tSBHFe-R" |  |  |

| Unknown route-map component "tSPLe" | Unknown route-map component "ABZg+l" + Unknown route-map component "PORTALl" | Unknown route-map component "tvSTRr-SHI1r" |  |  |

| One way leftward + Unknown route-map component "PORTALg" | Unknown route-map component "ABZg+r" | Unknown route-map component "tSBHF" |  |  |

| Unknown route-map component "CONTgq" | Junction both to and from right | Unknown route-map component "tSTR" |  |  |

| Straight track | Unknown route-map component "tSTRe" |  |

| Straight track | Straight track | Unknown route-map component "exKBHFa" |

| 91,23 |
| 0,00  |

| Unknown route-map component "SBHF" | Unknown route-map component "eABZg+l" | Unknown route-map component "exSTRr" |

| Unknown route-map component "tSTRa" | Straight track |  |

| Unknown route-map component "tABZgl" | Unknown route-map component "KRZt" | Unknown route-map component "tCONTfq" |

| Unknown route-map component "tCONTgq" | Unknown route-map component "tKRZt" | Unknown route-map component "KRZt" | Unknown route-map component "tCONTfq" |  |

| Unknown route-map component "tSTRe" | Unknown route-map component "hKRZWae" |  |

| One way leftward | Unknown route-map component "ABZg+r" |  |

| Unknown route-map component "SBHF" |

| Unknown route-map component "CONTgq" | Unknown route-map component "ABZgr" |  |

| Unknown route-map component "STR+l" | Unknown route-map component "ABZq+l" | Unknown route-map component "ABZgr" |  |  |

| Unknown route-map component "YRD" | Straight track | Unknown route-map component "hSTRae" |  |  |

|  | Unknown route-map component "ENDEe" | Straight track |  |  |

|  | Unknown route-map component "SBHF" |

| Unknown route-map component "hKRZWae" |

|  | Unknown route-map component "SBHF" |

|  | Non-passenger station/depot on track |

|  | Unknown route-map component "SHST" |

| Unknown route-map component "hKRZWae" |

|  | Unknown route-map component "SBHF" |

|  | Unknown route-map component "SHST" |

| Funicular | Unknown route-map component "SBHF" |  |

|  | Unknown route-map component "SHST" |

|  | Unknown route-map component "eHST" |

|  | Unknown route-map component "SHST" |

|  | Unknown route-map component "SBHF" |

| Unknown route-map component "ENDEaq" | Unknown route-map component "ABZgr" |  |

| Unknown route-map component "eBS2+l" | Unknown route-map component "BS2+r" |

| Unknown route-map component "exSTR" | Unknown route-map component "hKRZWae" |

| Unknown route-map component "exSTR" | Enter and exit short tunnel |

| Unknown route-map component "exSTR" | Unknown route-map component "hKRZWae" |

| Unknown route-map component "eBS2l" | Unknown route-map component "BS2r" |

|  | Unknown route-map component "SBHF" |

|  | Unknown route-map component "ABZg+l" | Unknown route-map component "CONTfq" |

|  | Non-passenger station/depot on track |

|  | Continuation forward |

La società Sihltal Zürich Uetliberg Bahn (acronimo SZU) è la compagnia ferroviaria, con sede a Zurigo nell'omonimo cantone svizzero, che gestisce ambedue le linee e fa parte della comunità tariffaria della regione zurighese, il Zürcher Verkehrsverbund (ZVV).

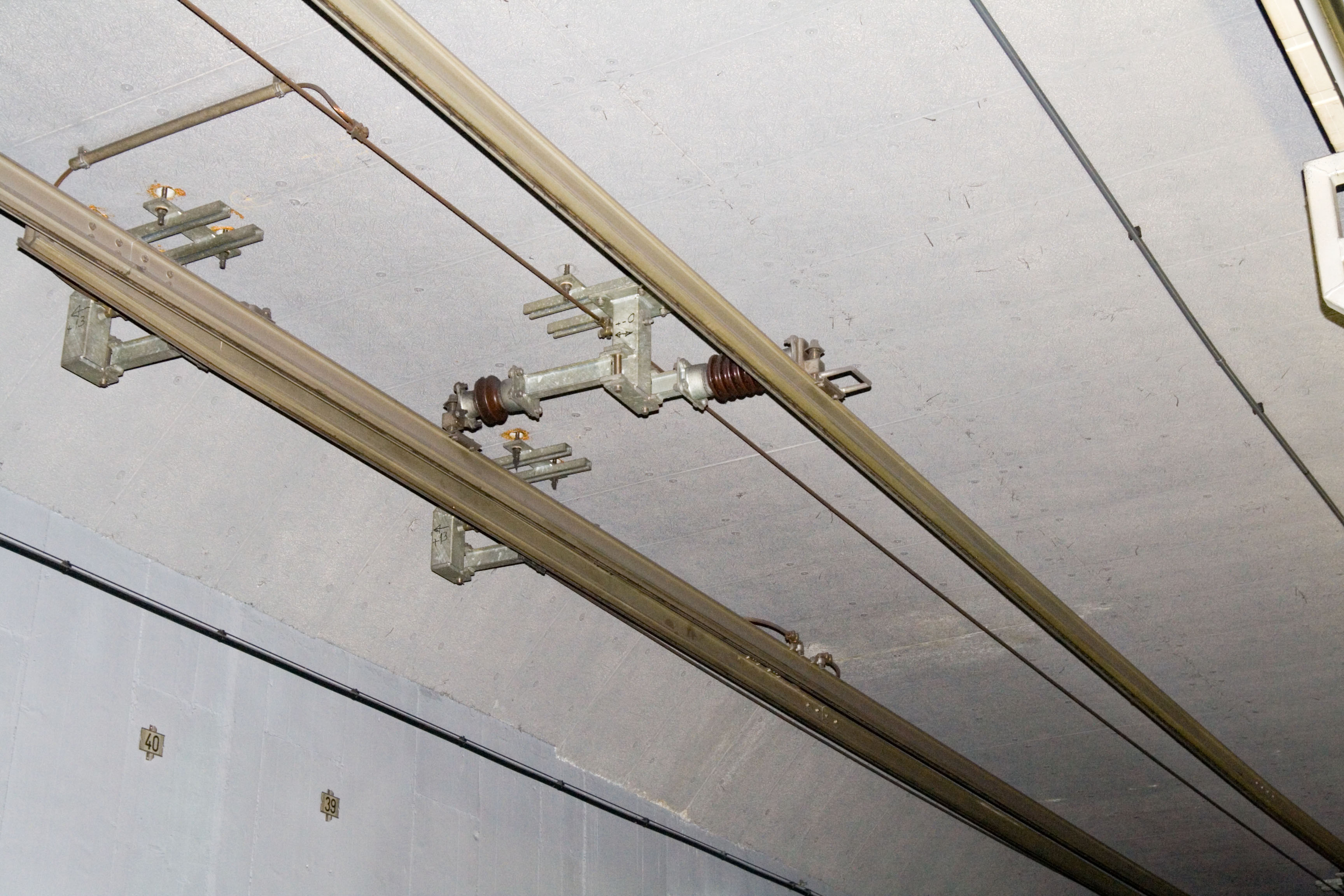
La caratteristica doppia alimentazione: a sinistra 1200 V c.c., a destra la 15.000 V c.a.

SZU gestisce tutt'oggi le originarie Uetlibergbahn e Sihltalbahn. 
Le due linee condividono un tratto a doppio binario fra Zurigo Giesshübel e la stazione centrale di Zurigo, con la tratta finale realizzata in un tunnel che sottopassa il fiume Sihl e utilizzano due binari sotterranei dedicati nella "Hauptbahnhof".
Considerati i differenti sistemi di alimentazione delle linee, sulla tratta comune si ha avuto a lungo la peculare presenza di due conduttori aerei per il medesimo binario: da un lato l'alimentazione a 1200 V c.c. per la ferrovia dell'Uetliberg (i cui veicoli montano pantografi asimmetrici per captare corrente da tale conduttore; dall'altro la linea a 15.000 V c.a. per la ferrovia della Sihltal.
Solamente nell'agosto 2022 anche la Uetlibergbahn ha cambiato sistema di elettrificazione adottando la corrente alternata  a 15000 V  monofase 16⅔ Hz.
Tra il 1957 e il 1959 il tracciato della Sihltalbahn nel tratto tra Langnau-Gattikon e Sihlwald è stato spostato dalla sponda sinistra alla sponda destra della Sihl per fare spazio all'ampliamento della parallela Sihlstrasse. Il tratto completato nel 1959 con due ponti sulla Sihl e la realizzazione della galleria Gattikon, fu ufficialmente inaugurato il 3 ottobre 1959 accorciando il percorso di 250 metri.
Della Sihltalbahn fa formalmente parte anche la tratta utilizzata per il solo traffico merci che unisce Giesshübel a Zurigo Wiedikon. Il servizio passeggeri sulla Sihltalbahn è oggi integrato nella rete celere di Zurigo come linea S4.
Con la costituzione della S-Bahn di Zurigo nel 1990, la SZU è stata estesa alla "Hauptbahnhof" di Zurigo e quindi collegata alle altre linee ferroviarie a scartamento normale. La stazione ferroviaria provvisoria in superficie di Selnau è stata chiusa e l'area ferroviaria è tornata alla città dopo 115 anni. 
La linea parte da Zurigo dai binari 21 e 22 della stazione sotterranea SZU sotto Shopville, a sud della "Hauptbahnhof". Questa stazione era stata originariamente realizzata per la U-Bahn di Zurigo, ma non entrata in funzione a causa di un referendum del 1973. I binari si trovano in una stazione terminale 11,60 m sotto il piazzale della stazione centrale di Zurigo, a sud dell'atrio della stazione. 
La stazione della metropolitana della SZU, a doppio binario, inaugurata nel 1990, presenta una banchina intermedia lunga 125 metri, alla quale si accede da due ingressi ed è leggermente curva all'estremità ovest. Da qui partono due linee della S-Bahn: la Sihltalbahn, nota come S4, via Adliswil fino a Langnau am Albis con alcune corse prolungate fino a Sihlwald, e la Uetlibergbahn (S10) fino all'Uetliberg, la montagna locale di Zurigo. I binari della SZU non hanno alcun collegamento con il resto della stazione, ma sono serviti dallo stesso complesso di sottopassaggi pedonali che collegano gli altri binari della stazione ai centri commerciali che si trovano nei sotterranei della stazione. Le due linee viaggiano dalla stazione centrale in un percorso a doppio binario attraverso un tunnel artificiale lungo 1592 metri, che corre principalmente a ridosso della destra dell'alveo del Sihl passa  sotto l'area del Selnau, nel tunnel del Sihl, dove si trova la nuova stazione di Selnau, prima di separarsi alla stazione di Giesshübel.
Fino alla costruzione del nuovo tratto di galleria, la pendenza massima sulla Sihltalbahn era del 28‰. All'ingresso sotterraneo della stazione centrale è stata realizzata una ripida rampa del 50‰.
La vecchia stazione di Selnau era il punto zero della chilometrica. Poiché i chilometri di linea negativi non sono comuni in Svizzera ed è stata esclusa una ri-chilometria completa della SZU, la linea di nuova costruzione è stata chilometrizzata a partire dal chilometro 90.00 presso la stazione principale.

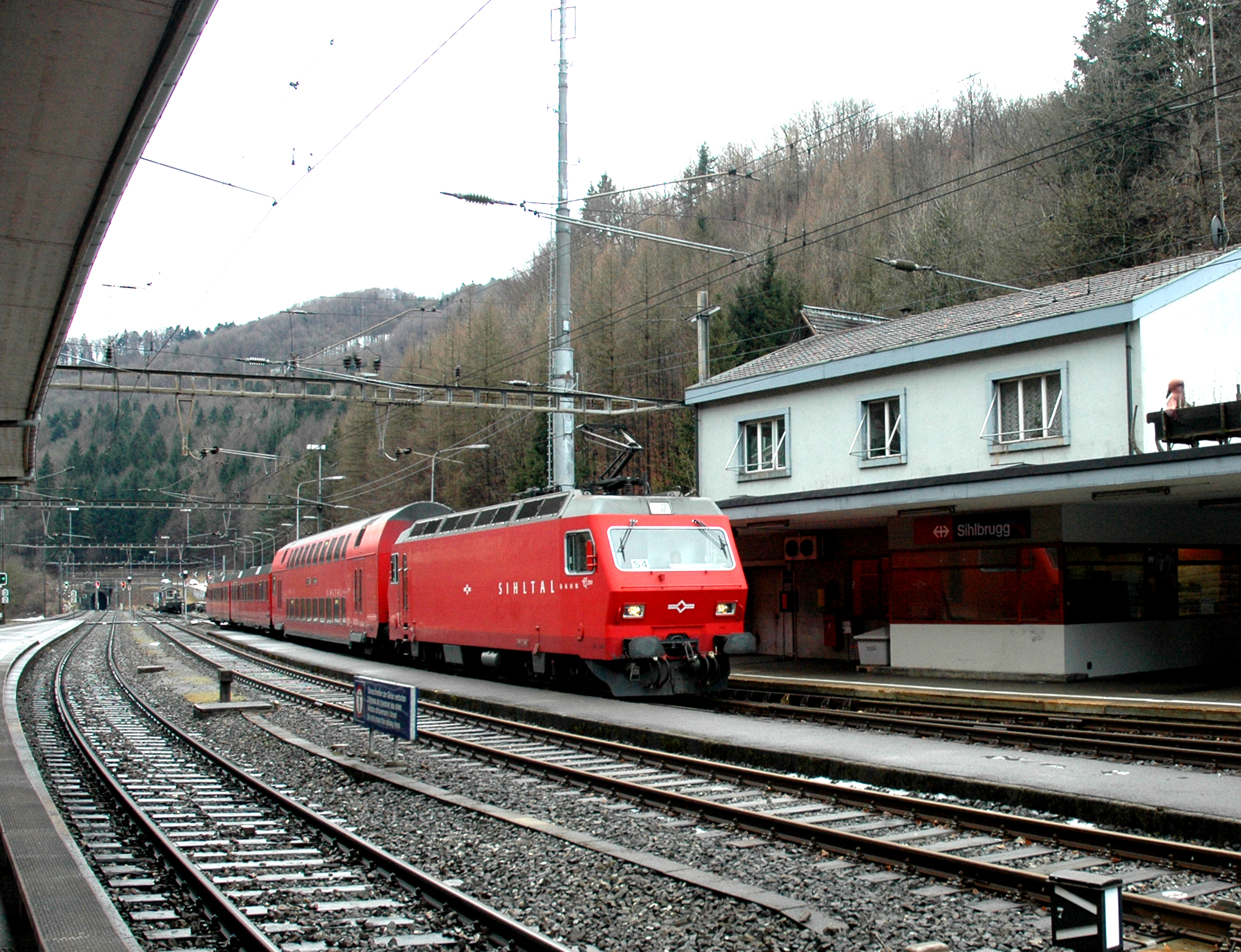
La stazione di Sihlbrugg, fino al 2006 stazione capolinea della Sihltalbahn

Dalla fondazione della Sihltalbahn, la stazione di Zurigo Giesshübel è stata anche la sede della compagnia ferroviaria e, dopo la fusione con la Uetlibergbahn con la quale nel 1973 è stata costituita la Sihltal Zürich Uetliberg Bahn, ne è diventata la sede centrale. Oltre a un impianto relativamente esteso per il traffico merci, ancora oggi servito da FFS Cargo, la stazione ospita anche le officine e il deposito di entrambe le linee SZU.
Fino agli anni novanta, una parte del materiale rotabile era parcheggiata sui binari di raccordo della stazione di Selnau, che sono stati smantellati quando la stazione è stata demolita e l'area restituita alla città di Zurigo. In sostituzione, è stato costruito un deposito per la Uetlibergbahn presso la stazione di Giesshübel, dove oggi sono parcheggiati tutti i veicoli. Per la Sihltalbahn, invece, è stato realizzato un nuovo binario di raccordo aperto presso la stazione di Langnau-Gattikon.
Sulla Sihltalbahn vengono deviati i treni a lunga percorrenza nei periodi di chiusura per lavori tra Thalwil e Sihlbrugg.
Lasciata la stazione di Zurigo Giesshübel la fermata successiva della linea è la stazione Zürich Saalsporthalle-Sihlcity, adiacente al grande centro commerciale Sihlcity, con accesso diretto dalla fermata al centro commerciale. Altre stazioni suburbane seguono a Zürich Brunau, Zürich Manegg e Zürich Leimbach,
Lasciata alle spalle la città di Zurigo, la linea segue da vicino il percorso del Sihl, servendo le stazioni di Sood-Oberleimbach, Adliswil e Sihlau nel comune di Adliswil. Da Adliswil parte anche la funivia Adliswil-Felsenegg, che sale fino alla vetta del Felsenegg.
Oltre Adliswil la linea serve le stazioni di Wildpark-Höfli, Langnau-Gattikon e Sihlwald. La stazione di Langnau-Gattikon è il capolinea della maggior parte di treni della S4 con alcune corse prolungate fino a Sihlwald, da dove la linea prosegue fino a  un incrociare la linea Thalwil–Arth-Goldau delle Ferrovie Federali Svizzere alla stazione di Sihlbrugg, fino al 2006 stazione capolinea della S4; con la sospensione del servizio suburbano tra Sihlbrugg e Sihlwald questo tratto di linea non effettua più servizi passeggeri regolari e viene utilizzato occasionalmente, nei mesi estivi, dalla ferrovia storica Zürcher Museums-Bahn.

## Materiale rotabile

### Materiale motore - prospetto di sintesi
| Tipo                   | Matricola        | Anno di costruzione | Costruttore | Note |
| ---------------------- | ---------------- | ------------------- | ----------- | --- |
| Locomotiva a vapore    | E 3/3 1          | 1892                | SLM         | ceduta nel 1924 |
| Locomotive a vapore    | E 2/2 2÷3        | 1892                | SLM         | 2 rinumerata 4 nel 1893, cedute nel 1896-97 |
| Locomotiva a vapore    | E 3/3 2 II       | 1893                | SLM         | ceduta nel 1924, dal 2005 conservata dalla Zürcher Museums-Bahn |
| Locomotive a vapore    | E 3/3 3÷4 II     | 1897                | SLM         | accantonate nel 1965 |
| Locomotiva a vapore    | E 3/3 5          | 1899                | SLM         | ceduta nel 1997 alla Zürcher Museums-Bahn |
| Locomotiva a vapore    | E 3/3 6          | 1912                | SLM         | ceduta nel 1926 alla ferrovia Uerikon-Bauma |
| Locomotiva elettrica   | De 3/3 1         | 1925                | SIG-MFO     | trasformata nel 1931 e riclassificata De 3/4 2, rinumerata nel 1973 41, ceduta alla Zürcher Museums-Bahn |
| Locomotiva elettrica   | Ce 4/4 42        | 1919                | SLM-BBC     | acquistata nel 1977 dalla Gürbetal-Bern-Schwarzenburg-Bahn, ceduta nel 1988 |
| Locomotiva elettrica   | Be 4/4 42        | 1932                | SLM-SAAS    | acquistata nel 1988 dalla Bodensee-Toggenburg-Bahn, rinumerata 49 nel 1992, ceduta nel 1996 al Dampfbahn-Verein Zürcher Oberland                                                                                                |
| Locomotive elettriche  | Re 4/4 42÷47     | 1987-93             | SLM-ABB     | rinumerate 456 101÷107 nel 1995 e 456 542÷547 nel 2014 |
| Locomotive elettriche  | Re 450 067 e 070 | 1993                | SLM-ABB     | acquistate nel 2008 dalle FFS, rinumerate 450 551÷552 nel 2014 |
| Automotrici elettriche | CFe 2/4 81÷85    | 1924                | SWS-MFO     | riclassificate BFe 2/4 nel 1956, BDe 2/4 nel 1962; 82 radiata nel 1968, 85 riclassificata Be 2/4 nel 1957 e rinumerata 82 nel 1969, 84 rinumerata 61 nel 1973 e ceduta alla Zürcher Museums-Bahn; le altre accantonate dal 1974 |
| Automotrice elettrica  | CFe 3/4 90       | 1930                | SWS-MFO     | riclassificata BFe 3/4 nel 1956, BDe 3/4 nel 1962, rinumerata 71 nel 1973, accantonata e demolita |
| Automotrice elettrica  | CFe 4/4 91       | 1955                | SWS-MFO     | riclassificata BFe 4/4 nel 1956, BDe 4/4 nel 1962, ceduta nel 1993 alla Steiermärkische Landesbahnen |
| Automotrici elettriche | BDe 4/4 92÷96    | 1968-71             | SWS-BBC     | 92 ceduta nel 2009 alla Zürcher Museums-Bahn, 93 ceduta nel 1996 alla Steiermärkische Landesbahnen, 94 ceduta nel 2009 alle Chemins de fer du Jura, le altre demolite nel 2009                                                  |
| Automotrice elettrica  | De 4/4 51        | 1940                | SLM-MFO     | automotrice bagagliaio, acquistata nel 1977 dalla Bodensee-Toggenburg-Bahn, ceduta nel 1993 alla ferrovia Oensingen-Balsthal |